# 道の駅小坂田公園
道の駅小坂田公園（みちのえき おさかだこうえん）は、長野県塩尻市にある国道20号の道の駅である。塩尻市小坂田公園内に併設されている。

## 施設
- 駐車場
  - 普通車：282台
  - 大型車：10台
  - 身障者用：3台
- トイレ
  - 男：大 7器（5器）、小 16器（11器）
  - 女：11器（7器）
  - 身障者用：2器（2器）

※（）内は、24時間利用可能

### 北側（岡谷方面）
- インフォメーションカウンター
- レストラン
- 物産館
- 公衆電話
- 休憩室

### 南側（塩尻方面）
- テニスコート
- バーベキュー用調理場
- 公衆電話
- 飲料自販機

## 利用
大規模災害時の救援活動の拠点となる「防災道の駅」に選定されている。
夜間は0時以降は駐車場内が消灯するが、南側駐車場トイレには感知式の照明灯が設置されている。なお、南側園内のトイレは防犯上の理由と凍結防止のため、冬季・夜間に閉鎖される。

## 休館日
- 毎週水曜日（祝日の場合は翌木曜日）
- 年末年始

## アクセス
- 国道20号 - 登録路線
- 敷地内にのるーと塩尻の乗降場所がある。
- 塩尻駅より塩尻市地域振興バス北小野線で約12分、「金井口」下車し徒歩約15分。
  - 2023年3月31日まではバス路線みどり湖・東山線「小坂田公園口」が最寄りのバス停であった。